# Акимов, Джеббар Акимович
Джебба́р (Джеппа́р) Аки́мович Аки́мов (крымскотат. Cebbar Akim oğlu Akimov, Джеббар Аким огълу Акимов); 15 мая 1909 деревня Тувак, Таврическая Губерния (ныне Рыбачье) — 21 июля 1983, Бекабад, Узбекская ССР) — крымскотатарский педагог и редактор газеты «Къызыл Къырым» («Красный Крым»), один из основателей и организаторов Национального движения крымских татар, лидер Бекабадской инициативной группы крымских татар, автор многих документов движения. По общему признанию участников движения, он был в числе тех немногих, кто стоял у его истоков. Советский диссидент.

## Биография
Родился в 1909 году в крымской деревне Туак (Тувак), ныне Рыбачье, Крым. Окончил татарский педагогический техникум. Получив педагогическое образование, до начала войны работал в школах и в Наркомпросе Крымской АССР, затем редактором в КрымГИЗе и в газете «Къызыл Къырым» (Красный Крым). В 1939 году вступил в ВКП(б). До прихода немецких войск в Крым, по решению партийных органов, Акимов эвакуирован с назначением главным редактором газеты «Къызыл Къырым» в эвакуации.

### Вторая мировая война и депортация
В 1942 году по решению партии был заброшен в Крым к партизанам, чтобы вести пропагандистскую работу на крымскотатарском языке. Однако в мае 1944, несмотря на все заслуги, вместе со всем крымскотатарским народом был депортирован в Узбекистан по обвинению в коллаборационизме. Сначала в месте депортации работал заместителем начальника Фархадской железной дороги по политчасти, а после экономистом-плановиком в различных учреждениях.

### Начало Национального движения крымских татар
Акимов становится постоянным участником встреч крымских татар в Средней Азии и в Москве.
В 1966 году отправляется в числе шестидесяти пяти представителей крымскотатарского народа, уполномоченных для вручения XXIII съезду КПСС обращения, в Москву. В том же 1966 году Джеббара Акимова исключают из КПСС «за националистическую пропаганду среди крымских татар и разжигание национальной розни». В справке Приемной Президиума Верховного Совета СССР (январь 1967 года) Акимова назвали «самым активным сторонником возвращения в Крым»: «На беседе в Бекабадском горкоме в апреле 1966 г. Акимов заявил, что будет продолжать действовать до тех пор, пока не добьется организованного возвращения татар в Крым». В октябре 1966 года исключён из членов КПСС.
Из спецсообщения председателя КГБ при Совете Министров УССР В.Федорчука в ЦК КПУ:

По полученным оперативным данным, 7-8 мая 1972 года в Маргилане Узбекской ССР состоялось т. н. республиканское совещание главарей татарских «инициативников», на котором присутствовало до 40 «представителей» от различных городов Узбекистана… На сборище обсуждался вопрос о предстоящем праздновании 50-летия со дня образования СССР и в связи с этим новые требования крымских татар по «восстановлению их национальных прав». Руководители сборища Акимов Джеппар и Османов Муксим предложили подготовить новые документы в правительственные инстанции, организовать под ними сбор подписей, а также собрать деньги для посылки «представителей в Москву».
Комитет госбезопасности располагает данными о том, что призывы главарей «инициативников» расширять «движение автономистов» не находят поддержки со стороны татарского населения, так как оно разуверилось в их обещаниях.

… Органами госбезопасности республики принимаются меры по пресечению антиобщественной деятельности крымскотатарских националистов и «автономистов»
Вскоре после совещания Акимов был арестован. Поводом для возбуждения дела стали вывешенные 18 мая 1972 года траурные флаги с текстом «18 мая — день выселения крымских татар с родины».
Приговорён к трём годам исправительной колонии по ст. 190-1 УК РСФСР (распространение заведомо ложных измышлений, порочащих советский государственный и общественный строй). Наказание отбывал в колонии в Иркутской области.

### Смерть
Джеппар Акимов скончался 22 июля 1983 года вдали от родины в узбекском городе Бекабад в возрасте 74 лет. Тяжело больной, он давал советы молодым участникам крымскотатарского национального движения — о том, как продолжать борьбу за возвращение в Крым.

## Память
В 2009 году к столетию со дня рождения Джеббара Акимова в Крыму прошли памятные мероприятия в его честь, а на здании «Крымгосиздата», где до войны работал Акимов была открыта мемориальная доска с его именем. Перед открытием мемориальной доски у здания выступил Рефат Чубаров:
Хоть у нас разные мнения, мы должны быть вместе. Все мы желаем того же, чего желал Джеппар Аким — возвращения на Родину нашего народа, восстановления его прав и обеспечения его будущего на своей РодинеРефат Чубаров, председатель Меджлиса крымскотатарского народа
Свои слова произнес также Ибраим Мамутов:
Дело, начатое Джеппаром Акимом и его соратниками, не утонуло в пучинах истории. Крымские татары вернулись в Крым. Сегодня мы живём в независимой стране, свободной от оков тоталитарного режима. Конечно, ещё не все крымские татары смогли вернуться на Родину, много проблем, но я уверен, что вместе мы преодолеем все проблемыИбраим Мамутов
В тот же день состоялся вечер памяти в помещении мусульманской общины «Баттал Челеби». Мероприятие было организовано по инициативе Совета старейшин крымскотатарского народа «Намус»
В мероприятии приняли участие ветераны и активисты крымскотатарского национального движения, соратники Джеппара Акима в борьбе за возвращение крымских татар на Родину.
Айше Сеитмуратова, ветеран крымскотатарского национального движения, вспоминая Джеппара Акимова, говорила:
Джеппар ага был есть и останется идеологом нашего движенияАйше Сеитмуратова, советский диссидент